# Waiting (Green Day歌曲)
Waiting是美國朋克搖滾樂隊Green Day的歌曲，是該樂隊第六隻專輯《Warning》的第三首單曲，音樂MV由馬克·韋布執導。
此曲的旋律被認為與佩托拉·克拉克的歌曲Downtown相似。

## 反應
此曲曾奪雜誌《Billboard》的Alternative Songs排行榜第26位。

## 腳註
1. ↑  "Video Information" 的存檔，存档日期2010-07-23.. GreenDayAuthority.com.（英文）
2. ↑  "Green Day's 'Waiting' sounds like Petula Clark's 'Downtown'" （页面存档备份，存于）. SoundsJustLike.com. Retrieved 2010-10-07.（英文）
3. ↑  "Green Day: Warning" （页面存档备份，存于）. SlantMagazine.com. Retrieved 2010-10-07.（英文）
4. ↑  "Waiting - Green Day" （页面存档备份，存于）. Billboard.com. Retrieved 2010-10-19.（英文）